# 하마노 유키
하마노 유키(일본어: 濵野 勇気, 1978년 6월 23일 ~ )는 일본의 전 축구 선수이다.

## 구단 경력
과거 카탈레 도야마에서 활동하였다.